# Оркино (Удмуртия)
Оркино — деревня в Алнашском районе Удмуртии, входит в Писеевское сельское поселение. Находится в 16 км к северу от села Алнаши и в 71 км к юго-западу от Ижевска. Расположена на левом берегу реки Чаж.
Население на 1 января 2008 года — 223 человека.

## История
По итогам десятой ревизии 1859 года в 30 дворах казённой деревни Кибья Третьяго Усада (Эркино) Елабужского уезда Вятской губернии проживали 93 жителя мужского пола и 110 женского, работала мельница. В 1861 году открыт приход Покровской церкви села Большая Кибья, в состав нового прихода переданы несколько селений в том числе деревня Кибья 3-го усаду.
В 1921 году, в связи с образование Вотской автономной области, деревня передана в состав Можгинского уезда. В 1924 году при укрупнении сельсоветов вошла в состав Большекибьинского сельсовета Большекибьинской волости, а в следующем 1925 году передана в Писеевский сельсовет. В 1929 году упраздняется уездно-волостное административное деление и деревня причислена к Алнашскому району. В 1932 году в деревне Оркино образована сельхозартель (колхоз) «Выль Кадр».
- Балашов Николай Иванович (1904 г.р.) — кулак.
- Балашова Ольга Степановна (1902 г.р.) — член семьи кулака.
- Ильин Василий Николаевич (1885 г.р.) — кулак.
- Ильин Никонор Максимович — член семьи кулака.
- Ильин Яков Васильевич — член семьи кулака.
- Ильин Семен Максимович — член семьи кулака.
- Ильин Сергей Васильевич (1916 г.р.) — член семьи кулака.
- Ильина Мария Васильевна (1926 г.р.) — член семьи кулака.

В 1937 году образован Пычасский район, Писеевский сельсовет передан в состав нового района. В 1950 году проводится укрупнение сельхозартелей, колхозы нескольких соседних деревень, в том числе колхоз деревни Оркино, объединены в один колхоз «имени Ильича», центральная усадьба которого размещена в деревне Писеево. Но уже в следующем 1951 году проводится ещё одно укрупнение, в состав колхоза включено ещё несколько деревень и центральная усадьба укрупнённого колхоза переведена в деревню Нижний Сырьез. В 1956 году район упразднён и сельсовет вернулся в состав Алнашского района. С 1963 по 1966 годы Писеевский сельсовет временно упразднён и его населённые пункты входили в состав Большекибьинского сельсовета. 1 апреля 1993 года от колхоза «имени Ильича» отделилась деревня Оркино, жители которой образовали ассоциацию крестьянских хозяйств «Кизили».
16 ноября 2004 года Писеевский сельсовет был преобразован в муниципальное образование «Писеевское» и наделён статусом сельского поселения.  Достопримечательности 
Архитектурные памятники Удмуртии представлены сооружениями 18—19 веков. Это каменные храмы в селах Кулюшево, Сада, Елово, построенные в стиле русских церквей 17 века; церковь Вознесения в селе Водзимонье, относящаяся к эпохе классицизма; деревянные дома и каменные здания начала 19 века в стиле классицизма в Воткинске; украшенные резьбой деревянные дома и кирпичные дома с архитектурными деталями в стиле необарокко и модерна конца 19 — начала 20 века в Сарапуле (Воскресенская церковь 1817 года, пожарная каланча 1887 года, жилые дома начала 20 века, в том числе дом А. П. Башенина и дом П. Ф. Корешева ). 
Удмуртия привлекательна природными условиями, а также археологическими памятниками. Известен в России курорт Варзи-Ятчи, созданных на базе минеральных источников. Камбарка — одно из немногих мест в Удмуртии, где сохранены редкие и эндемические виды растений, здесь растет таежная мелкоплодная клюква (на территории города находится клюквенное болото). В Камбарском районе расположен памятник природы — ландшафтное урочище Валяй. В 2 км от Глазова находится памятник финно-угорской культуры — чепецкое городище Иднакар. 
На территории Удмуртия действуют многочисленные музеи, посвященные истории и культуре края, жизни и творчеству людей, родившихся и работавших в Удмуртии. Среди них открывшийся в 1987 году дом-музей академика Н. В. Мельникова, известного своими работами в области горной науки (уроженец Сарапула). Об обычаях и обрядах удмуртского народа рассказывает Алнашский историко-литературный музей. В Удмуртии развит самодеятельный туризм. В основном, туристов привлекают лесные районы Верхнекамской возвышенности, северная часть республики, бассейн реки Кильмезь. Среди туристов-водников популярны сплавы по реке Вятке. 
Город Воткинск — районный центр Удмуртии. Население — 101 тысячи человек (2001). Город расположен в Прикамье, на реке Вотка (бассейн Камы), в 55 км к северо-востоку от Ижевска. Он основан в 1759 году как поселок при Воткинском железоделательном заводе. Название городу дано по реке Вотка, оно происходит от слова «вот» — «удмурт». Во второй половине 19 века на воткинском заводе производились сельскохозяйственные машины, якоря, бритвы, пружины к механическим часам. В середине 19 века здесь был изготовлен металлический каркас шпиля Петропавловской крепости в Петербурге. К 1870 году в Воткинске была построена вторая в России мартеновская печь. Статус города Воткинск получил в 1935 году. Воткинск известен как город, с которым тесно связано имя П. И. Чайковского. Он родился в Воткинске 7 мая 1840 года в доме № 1 на улице Господской. В этом доме спустя сто лет — 30 апреля 1940 года, — открылся музей-усадьба П. И. Чайковского.
Энциклопедия туризма Кирилла и Мефодия. 2008.